# PDF/E
PDF/E ist ein spezielles Portable Document Format (PDF) für Engineering (dt. ‚Ingenieurwesen‘), das unter anderem die Fähigkeit einer interaktiven 3D-Darstellung besitzt. Ein typisches Einsatzfeld von PDF/E ist etwa eine Konstruktionszeichnung, die zum einen unmittelbar klassisch auf Papier ausgedruckt, aber auch am Computer interaktiv betrachtet werden kann; so können zum Beispiel Einzelteile gedreht, auseinandergezogen oder ein- und ausgeblendet werden. PDF/E ist durch die Norm ISO 24517 standardisiert.

## Geschichte
Seit Adobe Acrobat der Version 7.0 besitzt PDF die technischen Erweiterungen, um interaktive 3D-Grafiken anzuzeigen. Hierzu wurde Acrobat erweitert, sodass es bestimmte Quellformate entsprechend konvertieren kann, wie etwa von AutoCad oder Microsoft Visio. Mitte 2010 verkaufte Adobe aber seine Konvertierungstechnologie für PDF/E an Tetra4D, die seitdem das entsprechende Plugin für die aktuelle Version Acrobat X (= 10.0) bereitstellt. Der kostenlose Adobe Acrobat Reader wird aber auch zukünftig PDF/E ohne Einschränkungen interaktiv anzeigen können.
Unabhängig davon gibt es seit einiger Zeit auch Konvertierungslösungen in PDF/E auf Opensource-Basis.

## Normen und Standards
- ISO 24517-1:2008